# Arenização
A arenização é um processo natural que ocorre quando a areia soterra locais onde já haviam solos arenosos e com pouca formação. Este fenômeno afeta a vida biológica e social da localidade, impedindo o nascimento de plantas e matando as já existentes, e seu processo é acelerado pela ação humana.

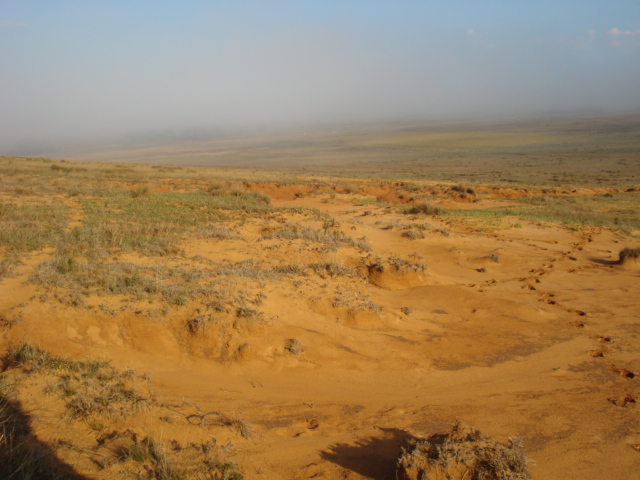
Arenização formada no estado do Rio Grande do Sul

## Processo de arenização
A terra original, antes da ocupação da areia, é formada por sedimentos e restos de areia. Com os desnível da localidade (com ou sem desmatamento), a área que antes possuía vegetação acaba sendo formada por bancos de areias que encobrem totalmente o local original. O processo ocorre porque a chuva carrega a areia da localidade para a parte inferior, fazendo com que esta seja ocupada. O homem, com o desmatamento e a agricultura, acelera o processo de arenização, fazendo com que o intemperismo físico ocorra de forma acelerada, erodindo a áreas que antes foram cobertas por vegetação.
A desertificação difere-se por ocorrer em clima árido e semiárido, com índices de chuva baixos. Os índices pluviométricos em regiões de arenização são altos em relação aos desertos, com chuvas frequentes. Na região Nordeste, no caso do Brasil, em algumas áreas ocorre a desertificação propriamente dita, por ter o índice de chuvas característicos de climas desérticos. Rio Grande do Sul ocorrem os casos de maior arenização.[carece de fontes?]

## Problemas
A consequências da arenização levam a tornar áreas onde haviam possibilidades de agricultura e surgimento de vida biológica incapazes de fertilização. Antes de utilizar o solo para a agricultura ou outras atividades, deve-se fazer um balanço avaliando as causas e consequências da utilização, visando a minimização dos impactos ambientais.[carece de fontes?]